# Consejo Consultivo de la Generalidad de Cataluña
El Consejo Consultivo de la Generalidad de Cataluña (en catalán: Consell Consultiu de la Generalitat de Catalunya)es un organismo de carácter consultivo, creado en 1981 que dictamina sobre la adecuación al Estatuto de autonomía de Cataluña de los proyectos o proposiciones de ley sometidos a debate y aprobación del Parlamento de Cataluña. Con la entrada en vigor del nuevo Estatuto de autonomía, será sustituido por el Consejo de Garantías Estatutarias de Cataluña.

## Composición
El Consejo Consultivo está formado por siete miembros electos, nombrados por el Presidente de la Generalidad de Cataluña, entre juristas de reconocida competencia que gocen de la condición política de catalán. Cinco de ellos son designados por el Parlamento, mientras que dos lo son por el Gobierno.
- Datos: Q5783727